# Юма (округ, Аризона)
Шаблон:StateAbbr_ 32°47′13″ пн. ш. 113°58′58″ зх. д. / 32.786944444444° пн. ш. 113.98277777778° зх. д.
Округ Юма (англ. Yuma County) — округ (графство) у штаті Аризона. Ідентифікатор округу 04027.

## Історія
Округ утворений 1864 року.

## Демографія
За даними перепису 
2000 року 
загальне населення округу становило 160026 осіб, зокрема міського населення було 139091, а сільського — 20935.
Серед мешканців округу чоловіків було 80799, а жінок — 79227. В окрузі було 53848 домогосподарств, 41664 родин, які мешкали в 74140 будинках.
Середній розмір родини становив 3,27.
Віковий розподіл населення поданий у таблиці:
| Стать    | До 15 років | 15-21 | 22-29 | 30-39 | 40-49 | 50-65 | 65-85 | Понад 85 |
| -------- | ----------- | ----- | ----- | ----- | ----- | ----- | ----- | -------- |
| Чоловіки | 19900       | 9089  | 8718  | 10674 | 9135  | 10267 | 12238 | 778      |
| Жінки    | 19141       | 7783  | 7638  | 10373 | 9292  | 11560 | 12439 | 1001     |

## Суміжні округи
- Ла-Пас — північ
- Марікопа — північний схід
- Піма — схід
- San Luis Rio Colorado[en], Мексика — південь
- Puerto Peñasco, Мексика — південь
- Plutarco Elías Calles, Sonora[en], Мексика — південь
- Mexicali (municipality)[en], Баха-Каліфорнія, Мексика — захід
- Імперіал, Каліфорнія — захід

## Виноски
1. ↑  (unspecified title) — Москва: ВИНИТИ РАН, 1964. — С. 25. — 235 с.
2. ↑  U.S. Decennial Census. United States Census Bureau. Архів оригіналу за 26 квітня 2015. Процитовано 18 травня 2014.
3. ↑  Historical Census Browser. University of Virginia Library. Архів оригіналу за 11 серпня 2012. Процитовано 18 травня 2014.
4. ↑  Population of Counties by Decennial Census: 1900 to 1990. United States Census Bureau. Архів оригіналу за 22 лютого 2015. Процитовано 18 травня 2014.
5. ↑  Census 2000 PHC-T-4. Ranking Tables for Counties: 1990 and 2000 (PDF). United States Census Bureau. Архів оригіналу (PDF) за 18 грудня 2014. Процитовано 18 травня 2014.
6. ↑  State & County QuickFacts. United States Census Bureau. Архів оригіналу за 10 січня 2016. Процитовано 18 травня 2014. [Архівовано 2016-01-10 у Wayback Machine.](англ.) Наведено за англійською вікіпедією.
7. ↑  American FactFinder. Бюро перепису населення США. Архів оригіналу за 26 лютого 2012. Процитовано 31 січня 2008. [Архівовано 2008-05-21 у Wayback Machine.]

| США | Це незавершена стаття з географії США. Ви можете допомогти проєкту, виправивши або дописавши її. |